# Mano Côco
Der Mano Côco (Foho Manococo, Manucoco, Manucoco) ist mit 999 m die höchste Erhebung auf der zu Osttimor gehörenden Insel Atauro. Er liegt im Süden der Insel im Suco Macadade und ist ohne Klettern besteigbar.

## Natur
| Auf Timor und Wetar endemische und gefährdete Vogelarten im Gebiet des Mano Côco |                     |
| Vogelart                                                                         | Information         |
| Große Kuckuckstaube (Macropygia magna)                                           | endemisch           |
| Timortaube (Turacoena modesta)                                                   | gefährdet/endemisch |
| Grüne Timortaube (Treron psittaceus)                                             | bedroht/endemisch   |
| Sundafruchttaube (Ducula rosacea)                                                | gering gefährdet    |
| Gelbkopflori (Trichoglossus euteles)                                             | endemisch           |
| Timorgerygone (Gerygone inornata)                                                | endemisch           |
| Orpheusdickkopf (Pachycephala orpheus)                                           | endemisch           |
| Sundapirol (Oriolus melanotis)                                                   | endemisch           |
| Timorstutzschwanz (Urosphena subulata)                                           | endemisch           |
| Timorlaubsänger (Phylloscopus presbytes)                                         | endemisch           |
| Timordrossel (Zoothera peronii)                                                  | gefährdet/endemisch |
| Macklot-Mistelfresser (Dicaeum maugei)                                           | endemisch           |
| Sonnennektarvogel (Cinnyris solaris)                                             | endemisch           |
| Blaugrüne Papageiamadine (Erythrura tricolor)                                    | unsicher            |

Der Berg ist vulkanischen, submarinen Ursprungs.
Die bewaldete Umgebung ist ein Naturreservat und Teil der inselweiten Important Bird Area mit einer Fläche von 14.118 Hektar. Bis auf eine Höhe von 600 m wird Landwirtschaft betrieben. Über 700 m finden sich noch Bestände von Tropenwald, vor allem in den geschützten Tälern. Die Suche nach Feuerholz gefährdet allerdings den Wald. Das Schutzgebiet erreicht man über Fußpfade von Anartuto aus. Dorthin gelangt man nur mit einem Geländewagen über eine Straße vom Küstenort Beloi aus.

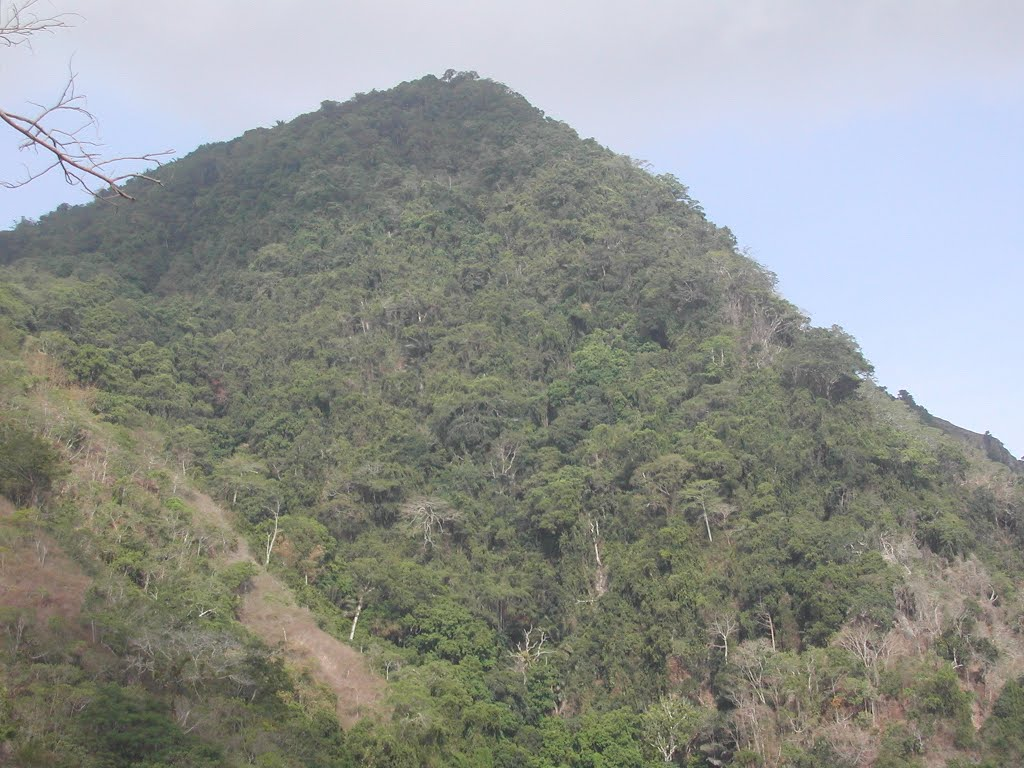
Tropischer Bergwald bedeckt die Hänge des Mano Côco
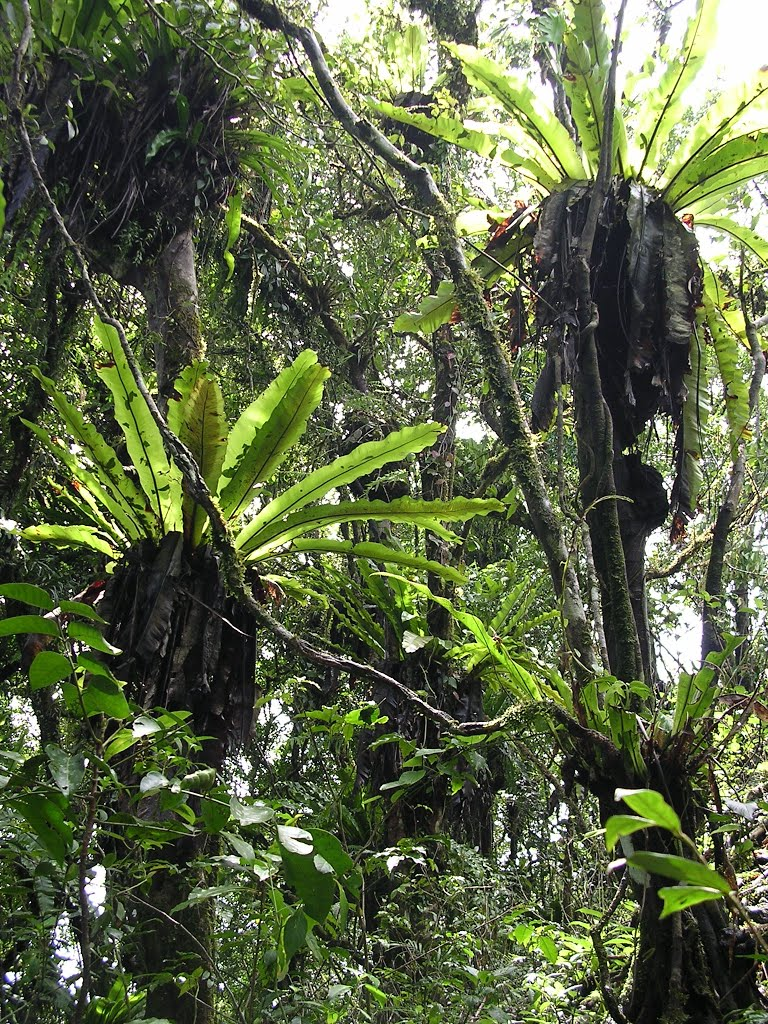
Im Bergwald